# キム・ワイルド
キム・ワイルド（Kim Wilde、本名：キム・スミス、1960年11月18日 - ）は、イギリス、ロンドン郊外のミドルセックス州チジック出身の歌手である。
父親は歌手のマーティー・ワイルド。弟のリッキーも歌手としてキムより早くデビューしている。
1980年にデビュー。ファースト・シングルの「Kids In America」が全英で2位、全米25位のヒット。1982年には土屋昌巳のプロデュースによる「Bitter is Better」で日本の清涼飲料水のCM（カルピス B&L）にも登場。
その後、数曲のヒットを放つが次第に人気が落ちる。しかし、1986年にシュープリームスのカバー「キープ・ミー・ハンギン・オン」をリリースすると瞬く間にラジオ局で火が付き、2度目の全英2位をもたらす。またアメリカでは更に人気が出て見事、全米1位を獲得。翌年はコメディアンのメル・スミスとデュエットした曲「Rockin' Around the Christmas Tree」で全英3位。また、イヴォンヌ・エリマンもカバーした、ビージーズの「If I Can't Have You」をカバーしていることでもよく知られる。マイケル・ジャクソンのヨーロッパ・ツアーの前座も務める。以降も世界的に安定した人気を保つ。
近年はガーデニングに嵌り本も出版。また2006年、ネーナとデュエットした曲がドイツでヒットし、アルバム『ネバー・セイ・ネバー』にもネーナが参加している。現在は本国イギリスよりもヨーロッパ本土での人気が高い。
2013年の『コミックリリーフ』のチャリティイベントでは高度13106mを飛ぶボーイング767でコンサートを開催。「最も高い高度でのコンサート」としてギネス世界記録認定された。

## ディスコグラフィ

### スタジオ・アルバム
- 『誘惑のキム』 - Kim Wilde (1981年)
- 『セレクト』 - Select (1982年)
- 『キャッチ・アズ・キャッチ・キャン』 - Catch as Catch Can (1983年)
- 『セカンド・タイム』 - Teases & Dares (1984年)
- 『アナザー・ステップ』 - Another Step (1986年)
- 『CLOSE』 - Close (1988年)
- 『LOVE MOVES』 - Love Moves (1990年)
- 『LOVE IS』 - Love Is (1992年)
- 『NOW&FOREVER』 - Now & Forever (1995年)
- 『ネバー・セイ・ネバー』 - Never Say Never (2006年)
- Come Out and Play (2010年)
- Snapshots (2011年)
- Wilde Winter Songbook (2013年)
- Here Come the Aliens (2018年)
- Closer (2025年)

### コンピレーション・アルバム
- 『ベリー・ベスト・オブ・キム・ワイルド』 - The Very Best of Kim Wilde (1984年)
- 『YOU CAME』 - You Came (1989年)
- 『愛の彷徨〜シングル・コレクション1981-1993』 - The Singles Collection 1981–1993 (1993年)
- 『愛の彷徨〜リミックス・コレクション』 - The Remix Collection (1993年)
- The Very Best of Kim Wilde (2001年)
- 『ザ・ベスト1200 キム・ワイルド』 - The Collection (2001年)
- 『グレイテスト・ヒッツ』 - Greatest Hits (2004年)
- The Hits Collection (2006年)
- 『ポップ・ドント・ストップ〜グレイテスト・ヒッツ』 - Pop Don't Stop: Greatest Hits (2021年)